# Achiel De Roo
Achilles (Achiel) De Roo (Gent, 21 oktober 1876 - aldaar, 12 augustus 1938) was een Belgisch senator.

## Levensloop
De Roo volgde lager onderwijs en later leergangen voor kunstschilder. Vanaf zijn twaalfde werkte hij in een katoenfabriek. Werkloosheid deed hem in 1896 naar Roubaix uitwijken. Hij keerde in 1903 naar Gent terug en vestigde zich in Ledeberg. Hij werd er bestuurslid van de socialistische schildersbond van Gent. In Ledeberg werd hij politiek actief in de propagandaclub van de socialistische partij en vanaf 1912 was hij er gemeenteraadslid. Tijdens de Eerste Wereldoorlog was hij aan het front als oorlogsvrijwilliger. 
In oktober 1919 werd hij secretaris van de Gentse afdeling van de Arbeiders in Openbare Diensten (ACOD) en op 15 december 1919 werd hij schepen van Financies van Ledeberg. In 1925 werd hij ook verkozen tot provincieraadslid voor het district Ledeberg. 
In 1934 volgde hij Jozef De Graeve op als socialistisch senator en vervulde dit mandaat tot aan zijn dood. Hij verhuisde naar Gent en werd in 1932 verkozen als gemeenteraadslid, wat hij eveneens bleef tot aan zijn dood.